# Flynderborg
Flynderborg er sandsynligvis det samme bygningsværk, som i flere ældre kilder kaldes "Helsingør Hus". Det var et tidligt middelalderligt borganlæg, og det er den ældst kendte befæstning i Helsingør. Det har ligget på bakkedraget, hvor Flynderborgvej løber i dag. Borgen blev indtaget, og efter alt at dømme afbrændt og nedbrudt, af lybske tropper omkring 1368 (Danmarks historie (1047-1397)), men det vides ikke, om Flynderborg genopstod herefter. Bygningsmaterialer fra borgen kan også være genbrugt ved opførelsen af Erik af Pommerns nye fæstning "Krogen".

## Eksterne kilder
- Vilhelm la Cour: Flynderborg (fra Frederiksborg Amt. 1952)
- Sabina Harholm Lønskov: Flynderborg - Beretning for den arkæologiske undersøgelse i forbindelse med anlægsarbejde på den delvist sløjfede borgvold Flynderborg. Københavns Bymuseum, 2009. Arkiveret 12. marts 2018 hos  Wayback Machine

|  | Denne artikel kan blive bedre, hvis der indsættes geografiske koordinater Denne artikel omhandler et emne, som har en geografisk lokation. Du kan hjælpe ved at indsætte koordinater i wikidata. |